# Аллея кошмаров (роман)
«Аллея кошмаров» (англ. Nightmare Alley) — роман американского писателя Уильяма Линзи Грэшема, впервые изданный в 1946 году. Был дважды экранизирован — Эдмундом Гулдингом в 1947 году и Гильермо дель Торо в 2021 году.

## Сюжет
Главный герой книги — молодой аферист Стэн Карлайл, который работает карнавальным фокусником, но в какой-то момент начинает выдавать себя за человека, умеющего разговаривать с мёртвыми. Из-за своей самонадеянности и козней красавицы Лилит Риттер он переживает жизненный крах. Названиями глав в романе служат обозначения карт Таро.

## Оценки
Критик Майкл Дирда в своей рецензии отметил, что, читая «Аллею кошмаров», оказался совершенно не готов к её грубой силе, напоминавшей романы Достоевского. «Нечасто роман оставляет такого обветренного и измученного рецензента, как я, совершенно подавленным, — пишет Дирда, — но это больше, чем просто классика нуара. Как портрет человеческого состояния, „Аллея кошмаров“ — жуткий, слишком душераздирающий шедевр». Литературовед Д. Суэйн охарактеризовал «Аллею кошмаров» как характерный образец романа с несчастливым финалом, в котором главный герой сам навлёк на себя несчастье.
Книга дважды экранизировалась — Эдмундом Гулдингом в 1947 году и Гильермо дель Торо в 2021 году. В 2003 году был издан созданный на её основе графический роман.